# Kobyly (Liberec)
Kobyly é uma comuna checa localizada na região de Liberec, distrito de Liberec‎.